# 구메촌 (야마구치현)
구메촌(久米村)은 야마구치현 쓰노군에 있던 촌이다. 

## 역사
- 1889년 4월 1일 - 정촌제 시행에 의해 2촌의 구역을 가지고 성립하였다.
- 1942년 4월 1일 - 도쿠야마시에 편입, 동일 구메촌은 폐지되었다.

## 교통

### 철도
- 철도성
  - 산요본선
  - 간토쿠선

현재는 구촌에 산요신칸센이 지나가지만, 당시엔 미개통

### 도로
현재는 구촌에 주고쿠 자동차도 도쿠야마 히가시나들목이 소재하지만, 당시엔 미개통

## 참고문헌
- 角川日本地名大辞典 35 山口県